# Мечта
Мечта е силно и непреодолимо желание, идеализирана цел и стремеж към щастие. На някои езици думата съвпада с тази за сън. Предполага се, че мечтите са присъщи предимно на младите хора. Такива хора са наречени мечтатели.
Първото тълкуване в Речника на българския език е: „въображаем образ“ на хубаво нещо, което е желано силно.
Мечтата понякога се използва като идеологическо клише в областта на пропагандата, например „мечтата за светлото бъдеще“, „американската мечта“ и други. Тя е тясно свързана с надеждата и въображението. Макар че на мечтателите обикновено се гледа като на мързеливи и откъснати от действителността хора, всъщност в областта на науката и изкуството (особено точните науки и изобразителното изкуство) именно мечтите, съчетани с богато въображение водят до нови идеи и открития. Темата се среща често в романтичната литература или кино.

## Други
На мечтата е наречена улица във вилна зона „Горна баня“ в София (Карта).